# Stenohya lindbergi
Espèce
Synonymes
- Microcreagris lindbergi Beier, 1959

Stenohya lindbergi est une espèce de pseudoscorpions de la famille des Neobisiidae.

## Distribution
Cette espèce est endémique d'Afghanistan. Elle se rencontre vers Djelala.

## Systématique et taxinomie
Cette espèce a été décrite sous le protonyme Microcreagris lindbergi par Beier en 1959. Elle est placée dans le genre Levigatocreagris par Ćurčić en 1983 puis dans le genre Stenohya par Harvey en 1991.

## Étymologie
Cette espèce est nommée en l'honneur de Knut Lindberg (1892-1962).

## Publication originale
- Beier, 1959 : Zur Kenntnis der Pseudoscorpioniden-Fauna Afghanistans. Zoologische Jahrbücher, Abteilung für Systematik, Ökologie und Geographie der Tiere, vol. 87, p. 257-282.